# LZ 21

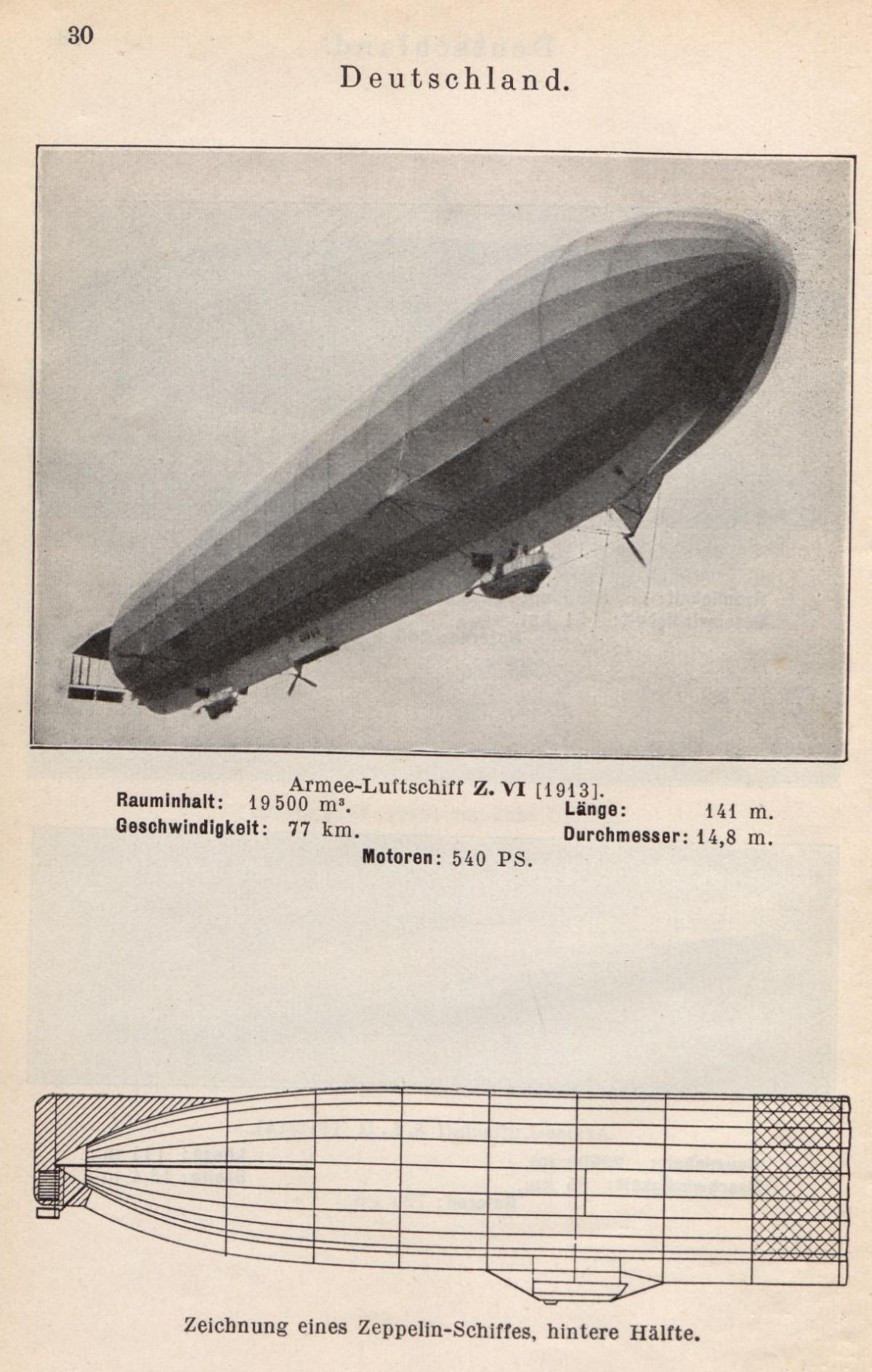
LZ21 / Z VI

Der Zeppelin LZ 21 war das 21. Luftschiff des Grafen Zeppelin und das neunte Luftschiff des deutschen Heeres.

## Geschichte
Seine erste Fahrt machte LZ 21 am 10. November 1913. Als militärische Kennung trug das Luftschiff die Bezeichnung Z VI.
Bei Beginn des Ersten Weltkrieges Anfang August 1914 war Z VI in Köln stationiert. Bei der Eroberung von Lüttich fuhr Z VI einen nächtlichen Bombenangriff auf die Forts der Stadt, bei diesem Einsatz handelte es sich vermutlich um den ersten Luftangriff des Weltkriegs. Am 5. August um 22 Uhr hob der Zeppelin mit 200 kg Sprengstoff beladen in Köln ab. Der Bombenabwurf erfolgte am 6. August 1914 um 3 Uhr morgens, wobei neun Zivilisten getötet wurden. Von mehreren Schrapnellen des Abwehrfeuers getroffen, musste das Luftschiff infolge starken Gasverlustes in einem Wald bei Bonn notlanden. Da die Schäden nicht mehr auszubessern waren, wurde Z VI vor Ort abgewrackt.

## Technische Daten
- Traggasvolumen: 20.900 m³ Wasserstoff
- Länge: 148,0 m
- Durchmesser: 16,60 m
- Nutzlast: 8,8 t
- Antrieb: Drei Maybach-Motoren von je 180 PS
- Geschwindigkeit: 21,0 m/s (75,6 km/h)